# Ninja Kiwi
Ninja Kiwi é uma desenvolvedora de jogos móveis e online fundada em Auckland, Nova Zelândia em 2006 por Chris e Stephen Harris. O primeiro jogo do Ninja Kiwi foi um jogo braseado em navegadores web chamado Cash Sprint, desenvolvido na Plataforma Adobe Flash. Desde então, eles produziram mais de 60 jogos através de plataformas que incluem Adobe Flash, Android, iOS, PlayStation Portable, Nintendo DS, e mais recentemente, Steam. Seus títulos mais bem conhecidos são os jogos Bloons e Bloons TD. Em 2012, o Ninja Kiwi comprou a desenvolvedora Digital Goldfish sediada em Dundee, Escócia, por uma soma não revelada.

## História
Em abril de 2007, Ninja lançou o primeiro jogo de sua série Bloons.  O conceito do jogo adveio da esposa de Stephen. O jogador controla um macaco atirador de dardos, e o objetivo é estourar tantos balões quanto possível em cada lançamento. O jogo ganhou exposição bem rapidamente, destacado no Digg e recolhendo 3 milhões de jogadas em sua primeira semana.
Em dezembro de 2007, foi lançado o primeiro jogo da série Bloons Tower Defense, colocando jogadores em uma batalha de estratégia contra torres lançadoras de dardos e ondas cada vez maiores de balões. Na primeira semana, o jogo arrecadou 3 milhões de jogadas, e então foi, de acordo com Chris, "um enorme sucesso". Em 2009, a série foi renomeada de Bloons Tower Defense para Bloons TD devido a violação da marca registrada Tower Defense de propriedade de Com2uS.
Em 2012, Bloons TD5 foi lançado juntamente de um novo sistema de registro gratuito para ninjakiwi.com. O novo sistema é embutido em todos os jogos subsequentes, provendo aos usuários benefícios como estocagem online de dados de salvamento de jogo, acesso a desafios e conquistas especiais, bem como uma página pessoal de perfil

## Aquisição da Digital Goldfish
Em 2008 Ninja Kiwi teve uma aproximação por parte da desenvolvedora escocesa de jogos Digital Goldfish, que queria se unir para lançar Bloons como uma aplicação de iPhone, onde ele alcançou a posição número dois na loja de aplicativos estadunidensa. A relação entre Ninja Kiwi e Digital Goldfish continuou bem pra além disto, com vários membros da equipe da Digital Goldfish sendo  completamente dedicados ao desenvolvimento móvel de jogos do Ninja Kiwi. Em 2012, Ninja Kiwi comprou a Digital Goldfish. Os títulos anteriores que as duas comapnhias criaram juntas acumularam milhões de downloads. Devido à já próxima relação entre as duas companhias,  a fusão foi descrita por Barry Petrie, co-fundador da Digital Goldfish, como um "passo progressivo natural na relação entre as duas companhias". Digital Goldfish foi renomeado para Ninja Kiwi Europe. A fusão aumentou o número de empregados da Ninja Kiwi para 35.

## Prêmios
Em 2012, SAS: Zombie Assault 3 ganhou o prêmio Flash Gaming Summit para "Melhor Jogo de Tiro" e "Melhor Jogo Multiplayer".
Em 2013, Bloons TD 5 foi indicado no Flash Gaming Summit para os prêmios de "Melhor Jogo de Estratégia" e "Melhor Jogo Multiplataforma".

## Jogos

### Jogos Bloons
Bloons foi um enorme avanço para o Ninja Kiwi. A ideia veio da esposa do desenvolvedor Stephen Harris, que sugeriu que eles fizessem um jogo similar ao jogo de carnaval onde as pessoas atiram dardos em balões. O Bloons original foi lançado em abril de 2007 e gerou várias continuações e spin offs, incluindo a também bem-sucedida série Bloons TD.
| - Bloons (2007) - Bloons 2 (2010) - Bloons Insanity - Bloons Junior | - Bloons Player Packs (1-5) - Bloons Pop 3 - Even More Bloons - Hot Air Bloon - Bloons for Mobile - Bloons TD series (2007-present) | - Bloons TD 5 Deluxe - Bloons TD 5 Steam - Bloons TD Battles (2012) - Bloons Super Monkey - Bloons Super Monkey 2 (2013) - Bloons Monkey City (2013) - Bloons Monkey City Mobile (2014-2015) |

### Jogos móveis
Vários jogos do Ninja Kiwi criados para navegadores web foram depois lançados para dispositivos móveis, principalmente iOS e Android.
| - Battle Panic Mobile - Cursed Treasure Mobile Edition - Driller Bunny for Mobile | - Extreme Tilt Snowboarding - Hungry Sumo Mobile Edition - Meeblings Mobile | - Powerpool Mobile - SAS Zombie Assault 3 Mobile - SAS Zombie Assault 4 Mobile - SAS Zombie Assault TD iOS |

### Jogos de tiro
- SAS 4 - May 2014-present
- SAS 3 - 2011-present
- SAS 2 - 2010-2011
- SAS: Zombie Assault - 2009 - 2010

## References
1. 1 2 3  South, Gill (6 de fevereiro de 2012). «Your Business: Monkey business leads to games success». The New Zealand Herald. Consultado em 11 de fevereiro de 2014
2. ↑  Irwin, Mary Jane (5 de julho de 2008). «Blowing Up Bloons». Forbes. Consultado em 13 de fevereiro de 2014
3. ↑  «Ninja Kiwi buys Digital Goldfish». BBC News. 2 de novembro de 2012. Consultado em 11 de fevereiro de 2014
4. ↑  Williams, Mike. «Ninja Kiwi acquires Digital Goldfish». Gamesindustry.biz. Consultado em 1 de janeiro de 2014
5. 1 2  Rose, Mike. «Bloons studio acquires iOS partner Digital Goldfish». Gamastrua. UBM Tech. Consultado em 2 de janeiro de 2014
6. 1 2  Bardinelli, John (20 de abril de 2007). «In the Flash:Bloons». joystiq. Consultado em 19 de fevereiro de 2014. Arquivado do original em 28 de janeiro de 2015
7. ↑  Bedford, John (26 de novembro de 2012). «App Of The Day: Bloons TD 5». Wayback Machine. GameTrailers.com. Consultado em 3 de abril de 2014
8. ↑  Jordan, Jon (25 de janeiro de 2010). «Com2uS 'guides developers not to use its trademark Tower Defense». PocketGamer. PG.BIZ News. Consultado em 19 de fevereiro de 2014
9. ↑  Chapman-Smith. Ben (21 de novembro de 2012). «Auckland company's latest game making it big in US». The Aucklander. APN New Zealand Limited. Consultado em 3 de abril de 2014
10. ↑  Lee, Aaron (6 de setembro de 2013). «Ninja Kiwi Europe begins ambitious expansion plan». Develop-Online. Internet Media. Consultado em 21 de abril de 2014
11. ↑  «Armor Games: The Mochis». Flash Gaming Summit. 4 de março de 2012. Consultado em 26 de fevereiro de 2014. Arquivado do original em 18 de fevereiro de 2014
12. ↑  «Armor Games: The Mochis». Flash Game Summit. 24 de março de 2013. Consultado em 26 de fevereiro de 2014. Arquivado do original em 20 de fevereiro de 2014